# Estollo
Estollo ist ein abgelegenes kleines Bergdorf und eine zur bevölkerungsarmen Region der Serranía Celtibérica gehörende Gemeinde (municipio) mit 86 Einwohnern (Stand: 2024) im Südwesten der Autonomen Gemeinschaft La Rioja in Spanien. Neben dem Hauptort Estollo gehört die Ortschaft San Andrés de Valle zur Gemeinde.

## Lage
Die Gemeinde Estollo liegt nahe der Grenze zur Provinz Burgos in einer Höhe von etwa 750 m im wald- und wasserreichen Naturpark Sierra de la Demanda. Der Río Cárdenas begrenzt die Gemeinde im Nordwesten. Die Entfernung zur Provinzhauptstadt Logroño beträgt ca. 36 km Fahrtstrecke ostnordöstlich. Das Klima ist gemäßigt bis warm; Regen (ca. 935 mm/Jahr) fällt überwiegend im Winterhalbjahr.

## Bevölkerungsentwicklung
| Jahr      | 1970 | 1981 | 1991 | 2001 | 2011 | 2021 |
| Einwohner | 281  | 179  | 156  | 122  | 100  | 85   |

Infolge der Mechanisierung der Landwirtschaft, der Aufgabe bäuerlicher Kleinbetriebe und des daraus resultierenden geringeren Arbeitskräftebedarfs ist die Zahl der Einwohner seit Beginn des 20. Jahrhunderts stark zurückgegangen.

## Sehenswürdigkeiten
- Kirche Mariä Erwartung in Estollo
- Andreaskirche in San Andrés de Valle
- Isidorkapelle

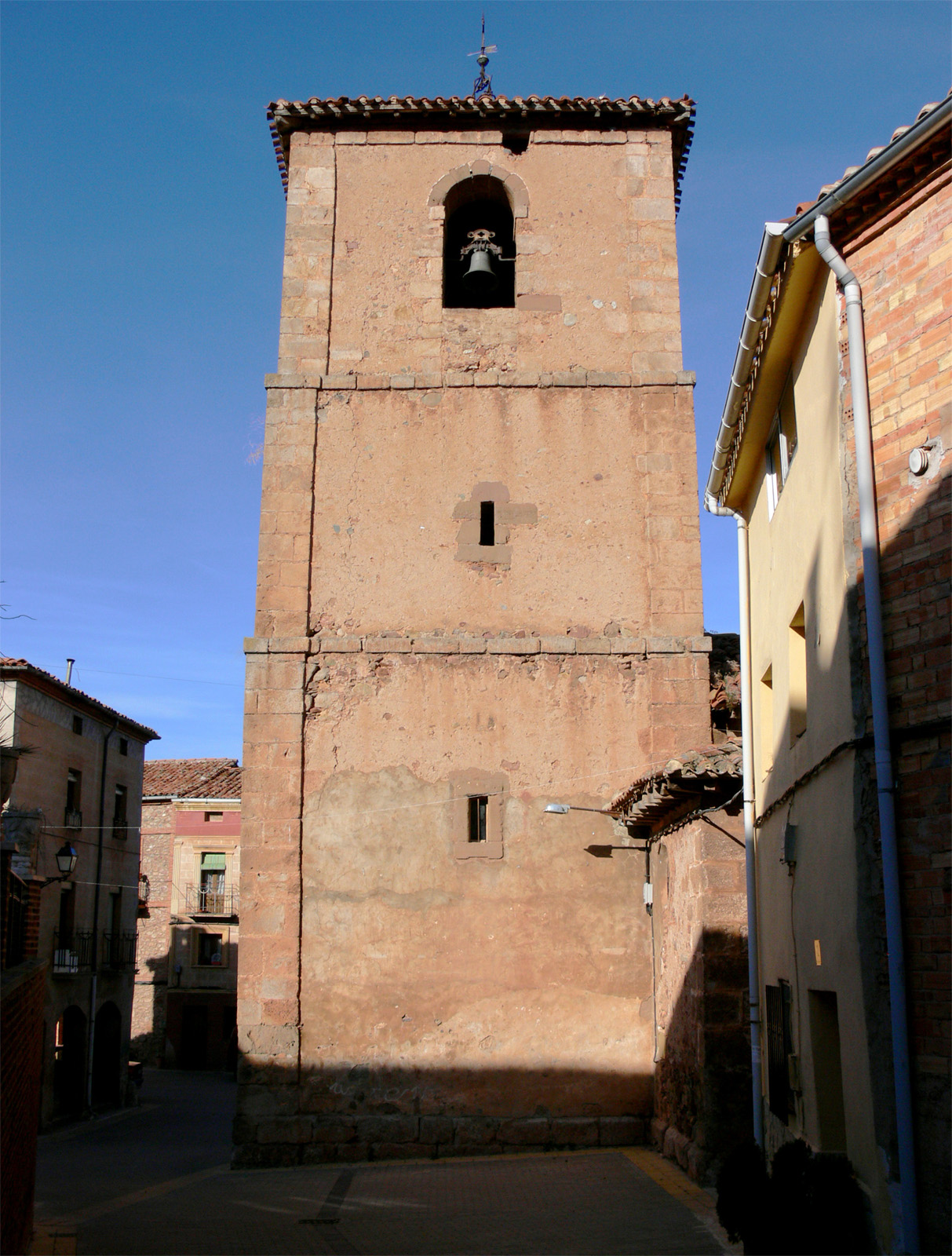
Kirche Mariä Erwartung
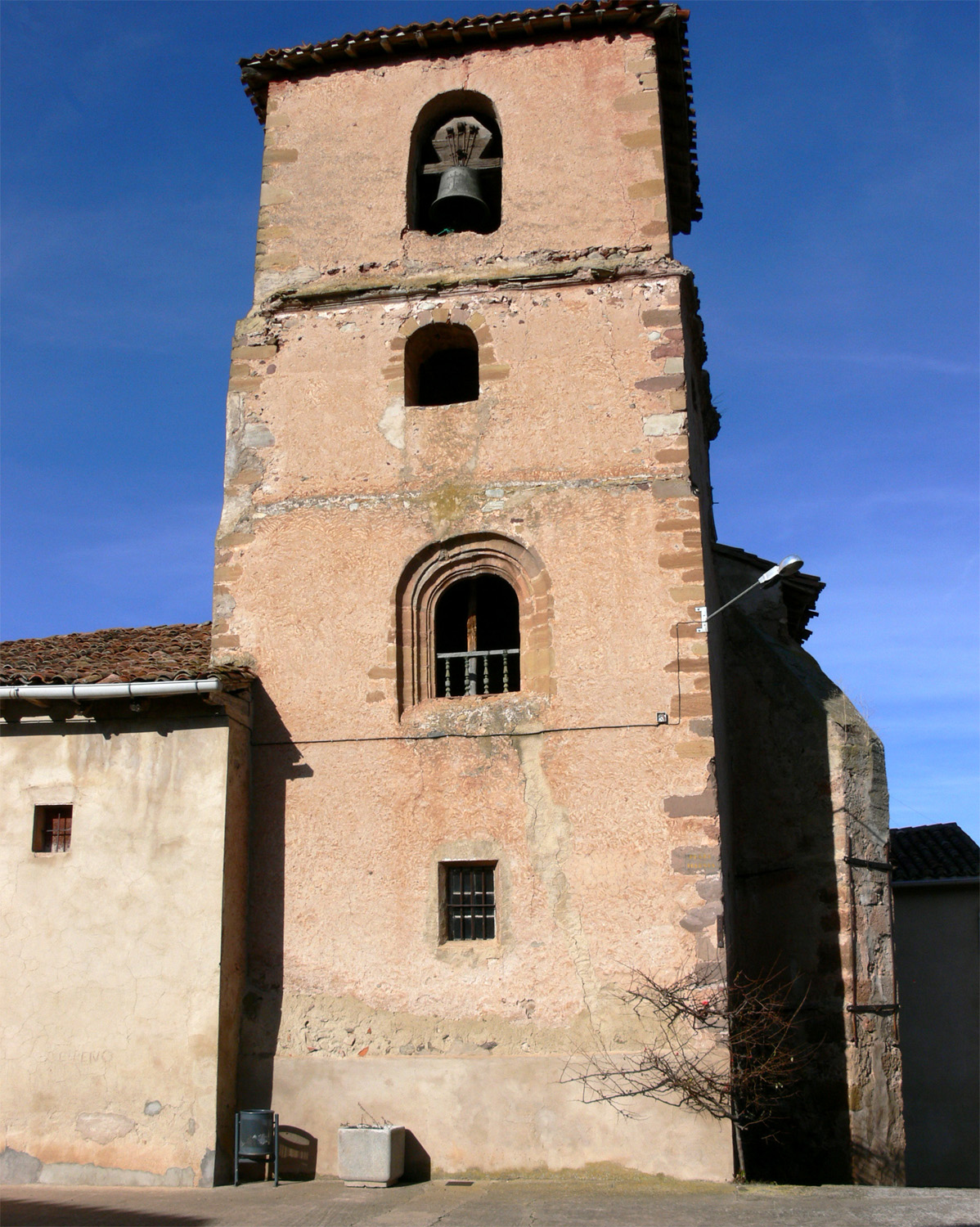
Andreaskirche
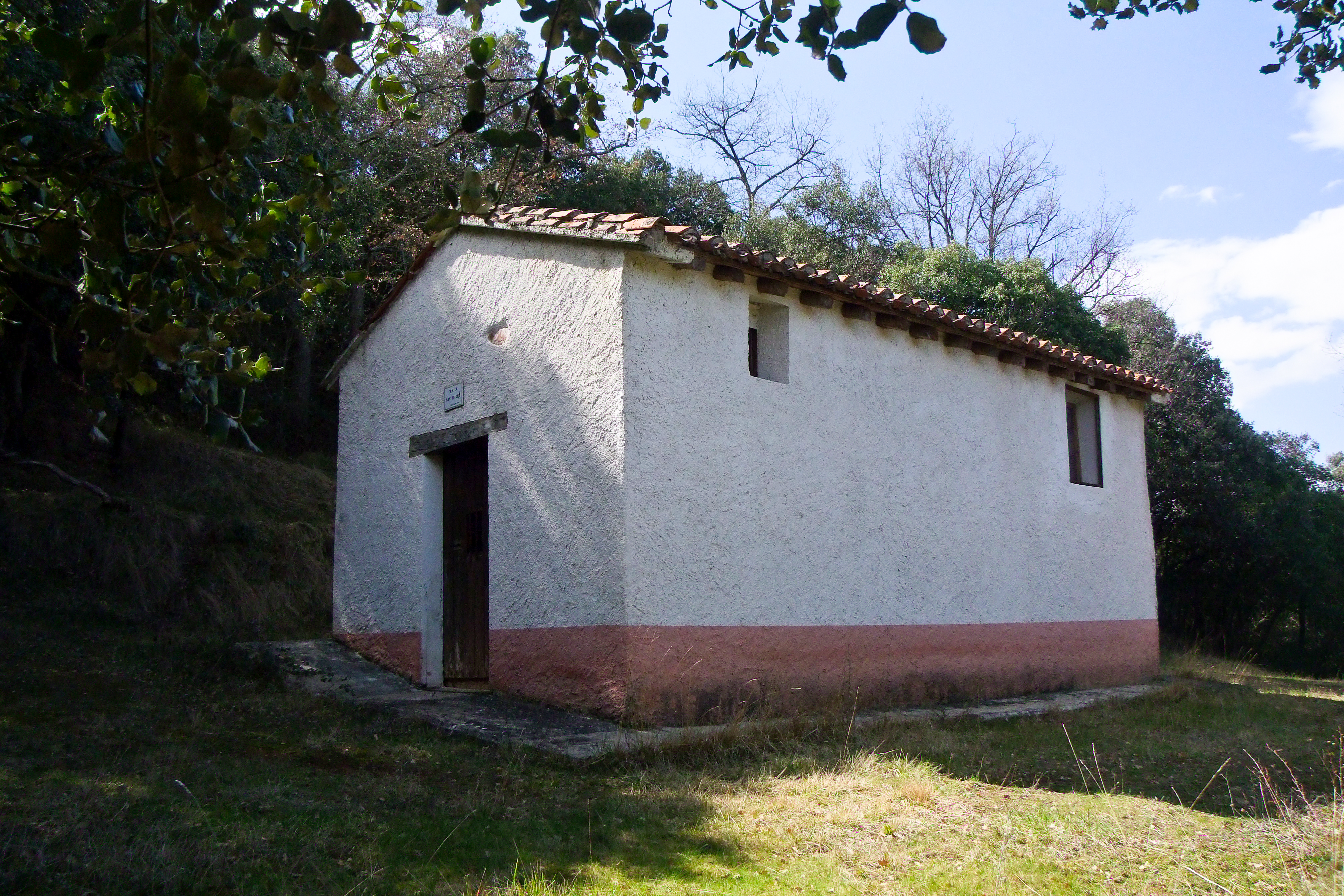
Isidorkapelle

## Persönlichkeiten
- Juan Ramírez de Velasco (1539–1597), Konquistador, Gründer von La Rioja (Argentinien)
- Fortunato Pablo Urcey (* 1947), Bischof, Prälat von Chota